# サタムプラ・ゼイロスの物語
『サタムプラ・ゼイロスの物語』（サタムプラ・ゼイロスのものがたり、原題：英: The Tale of Satampra Zeiros）は、アメリカ合衆国のホラー小説家クラーク・アシュトン・スミスによる短編ホラー小説。

ヒューペルボリアの第1作であり、クトゥルフ神話の1つ。

## 概要

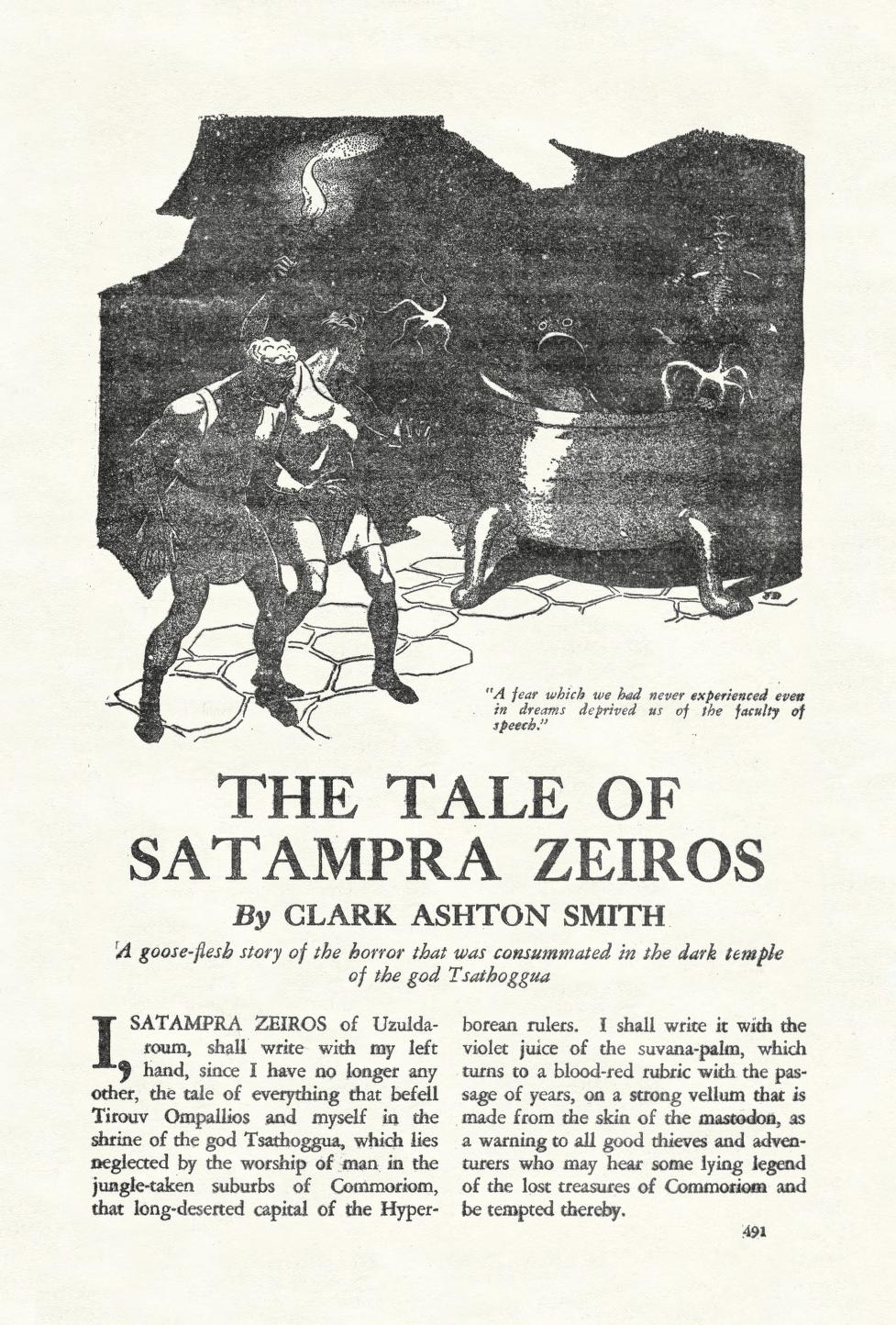
WT1931年11月号掲載時のタイトルページ。挿絵はジョセフ・ドーリンによる。

1929年に執筆され、『ウィアード・テイルズ』（WT）1931年11月号に掲載された。ヒューペルボリアを舞台とした作品のうち、最初に書かれた作品であり、既にコモリオムが廃都となっている。理由や、コモリオム健在の過去の物語は、後続作品で執筆される。
邪神ツァトゥグァの初登場作品である。スミスは正式発表前に、原稿を友人のハワード・フィリップス・ラヴクラフト（以下HPL）に送っており、読んだHPLはツァトゥグァを気に入って、自分の作品に取り込んだ。その作品が『墳丘の怪』『闇に囁くもの』であるが、本作よりも『闇に囁くもの』の方が先に発表されることになり、結果ツァトゥグァをHPLの方がデビューさせることになったという逸話がある。
主人公のサタムプラ・ゼイロスは、25年後『三十九の飾帯盗み』にて再登場している。また彼とオムパリスが活躍するという、未執筆作品（タイトルは『石棺の影』または『古代の影』）の構想もあった。
東雅夫は「スミスの創造した邪神ツァトゥグア、初見参の一編。ダンセイニ卿が好んで手がけた幻想的な盗賊譚の影響を感じさせる」と解説している。

## あらすじ

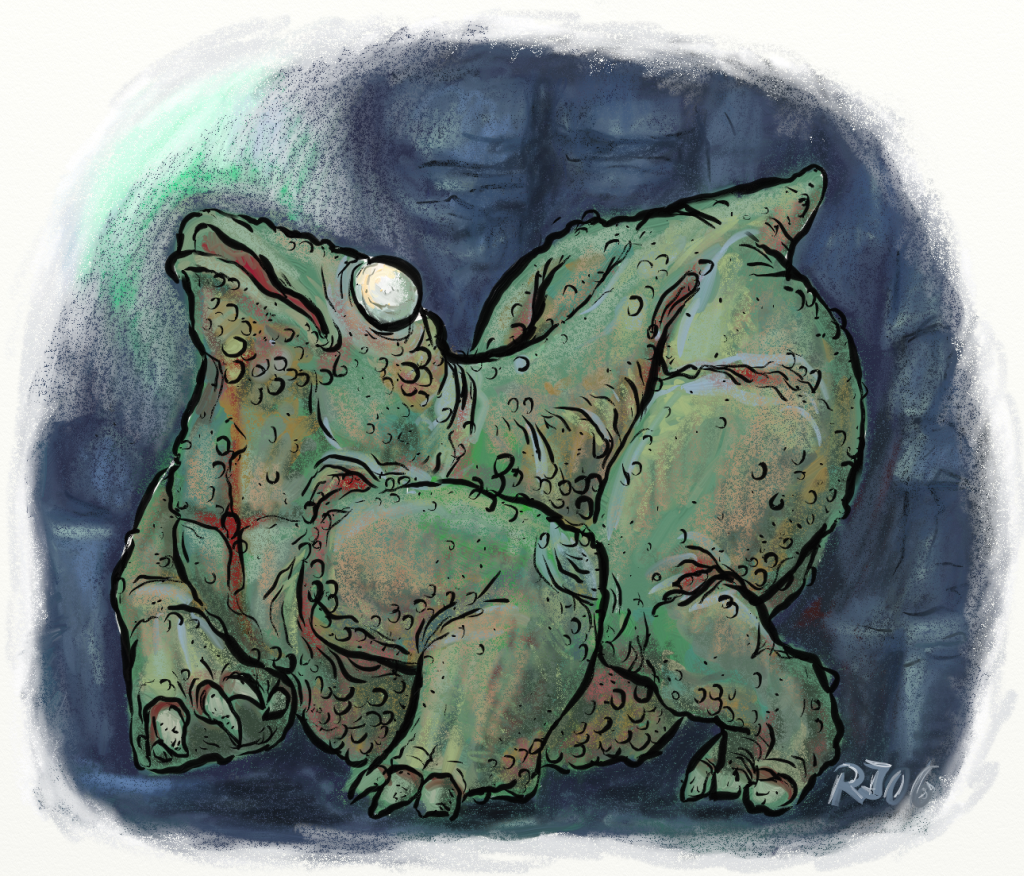
ツァトゥグァの邪神像

ヒューペルボリアの首都ウズルダロウムでは警備が厳しくなり、大泥棒サタムプラ・ゼイロスと相棒のティロウヴ・オムパリスは落ちぶれる。そこで2人は発想を転換して、廃都コモリオムの古代の財宝を狙おうとする。
コモリオム郊外の、密林に埋もれた邪神ツァトゥグァの神殿にたどり着くも、青銅のツァトゥグア像には全く宝石など埋め込まれておらず、2人は落胆する。続いて、悪臭溢れる粘液を湛えた青銅の大鉢を発見する。大鉢を覗き込んだそのとき、粘液が怪物に変じて、2人に襲いかかる。2人は必死で森を逃げ回るも、気が付くと元の神殿に戻ってきており、背後には追って来た怪物が迫る。2人は神殿に逃げ込んで閂をかけ、二手に分かれて身を隠す。化物は形状を変化させながら、ティロウヴ・オムパリスに近づいて呑み込む。サタムプラ・ゼイロスは閂を外して扉を開けて外に出ようとするが、怪物から伸びてきた触腕に右腕を食われる。
友人と右腕を失ったサタムプラ・ゼイロスは命からがら逃げだし、左手で本書を執筆して、後続の盗賊や冒険者にツァトゥグア神殿の危険性を警告する。

## 主な登場人物
表記は順に青心社版、創元版。
- サタムプラ・ゼイロス - 主人公・語り手。大泥棒。邦訳一人称は、青心社版では「吾」、創元版では「俺」。
- ティロウヴ・オムパリス/ティロウブ・オムパッリオス - 大泥棒。サタムプラ・ゼイロスの信頼厚い仲間。
- ツァトゥグァ/ツァトッグア像 - 青銅製の邪神像。蟇とナマケモノを連想させる姿。信仰は途絶えている。
- 怪物 - ツァトゥグアの神殿の、青銅の鉢に潜み、侵入者に襲い掛かる。原形質状で、身体は可変。正体の解釈が異なり、ラヴクラフトは「キタミール星人」とした[3]が、TRPGでは「ツァトゥグァの落とし子」と名付けられている。

## 収録
- 『クトゥルー12』青心社、大瀧啓裕訳「サタムプラ・ゼイロスの物語」
- 『ヒュペルボレオス極北神怪譚』創元推理文庫、大瀧啓裕訳「サタムプラ・ゼイロスの話」

## 関連作品
- アタマウスの遺言 - 1932年発表作品。首都コモリオム放棄の真相。
- 三十九の飾帯盗み - 1957年執筆・1958年発表作品。サタムプラ・ゼイロスが再登場する。
- 闇に囁くもの - HPL作品。『サタムプラ・ゼイロスの物語』の影響を受けて書かれた箇所がある。